# Elasmogorgia flexilis
Elasmogorgia flexilis är en korallart som beskrevs av Sydney John Hickson 1905. Elasmogorgia flexilis ingår i släktet Elasmogorgia och familjen Plexauridae. Inga underarter finns listade i Catalogue of Life.